# Чижов, Пётр Фёдорович
Пётр Фёдорович Чижов — российский писатель

 и переводчик, секретарь военной комиссии.

## Биография
Об его детстве информации практически не сохранилось, да и прочие биографические сведения о нём очень скудны и отрывочны; известно лишь, что происходил он из духовного звания; обучался, по собственному выражению, в российских и иностранных академиях различным знаниям и языкам. 
В 1768 году Пётр Фёдорович Чижов поступил студентом в комиссию для сочинения проекта Нового Уложения, в 1774 году был назначен переводчиком в бывший городовой магистрат в Санкт-Петербурге, в следующем году вступил в должность секретаря в учрежденную при дворе комиссию о коммерции; в 1781 году занял пост секретаря военной комиссии. 
В 1786 году П. Ф. Чижов был награждён орденом Святого князя Владимира 4-й степени и дворянским гербом. 
Среди его наиболее известных переводов: «Картина действий человеческих, мысли свободных часов. Перевод с французского». СПб., 1786 год.